# Бруксбэнк, Джек
Джек Кристофер Стэмп Бруксбэнк (англ. Jack Christopher Stamp Brooksbank; род. 3 мая 1986, Лондон, Великобритания) — английский бизнесмен, муж принцессы Евгении Йоркской, внучки королевы Елизаветы II.

## Биография
Джек Бруксбэнк родился в больнице святого Томаса в Лондоне 3 мая 1986 года. Он был сыном Джорджа Эдварда Хью Бруксбэнка и его жены Николы (урождённой Ньютон). Позже родился его младший брат Томас.
Бруксбэнк окончил Бристольский университет и начал работать в барной индустрии. Известно, что он был некоторое время управляющим ночного клуба, в который регулярно заходили старшие внуки королевы Елизаветы II — принц Уильям и принц Гарри. Позже Бруксбэнк стал менеджером марки текилы, основанной Джорджем Клуни.
В 2011 году Бруксбэнк начал встречаться с двоюродной сестрой принцев Уильяма и Гарри Евгенией Йоркской — младшей дочерью Эндрю, герцога Йоркского (второго сына королевы). 22 января 2018 года офис герцога в Букингемском дворце официально объявил о помолвке. С апреля 2018 года Джек и Евгения жили вместе в коттедже Айви на территории Кенсингтонского дворца, а 12 октября 2018 года в часовне Святого Георгия в Виндзоре они обвенчались. СМИ предполагали, что после этого Бруксбэнк получит титул графа Норталлертона, но этого не случилось; по неофициальной информации, Эндрю Йоркский просил королеву сделать его зятя графом, но герцог эти слухи опроверг. Таким образом, даже женившись на принцессе, Бруксбэнк формально остался «простолюдином».
9 февраля 2021 года у Джека и Евгении родился сын, которого назвали Огаст Филипп Хоук. 30 мая 2023 года появился на свет второй сын, которого назвали Эрнест Джордж Ронни.